# Die Schwarzwälder
Die Schwarzwälder war eine Ausstellungsgemeinschaft von Malern aus Baden.
Sie wurde 1926 begründet und bestand aus den Malern Hermann Dischler, Curt Liebich, Julius Heffner, Wilhelm Nagel und Wilhelm Wickertsheimer. Sie veranstalteten 1927 in Freiburg im Breisgau ihre erste gemeinsame Ausstellung.